# 姫咲まりあ
姫咲 まりあ（ひめさき まりあ、1985年3月28日 - ）は、日本のAV女優。

## 略歴
東京都出身。2007年に水沢 愛音（みずさわ あいね、1988年9月18日- ）名義で『18歳 プルルン絶品ボディー』でAVデビュー。2008年より姫咲まりあで活動している。

## 作品

### アダルトビデオ
水沢 愛音 名義
2007年
- 18歳 プルルン絶品ボディー（4月13日、MOODYZ）[2]
- ごっくんロリコス6変化（5月13日、MOODYZ）[2]
- パイパンハイパーデジタルモザイク（6月13日、MOODYZ）[2]
- 真性中出し（9月1日、MOODYZ）[2]

姫咲まりあ 名義
2008年
- 生姦制服少女 「もう中に出すのは許してください。」（1月1日、ワンズファクトリー）
- 羞恥!指令 素人さん、ノーパンノーブラでスポーツクラブにイッちゃって! 3 スタイル抜群の美娘ばっかり編（2月7日、サディスティックヴィレッジ）他出演:さくら桃香 他
- 妹犯日記 父と兄に犯された○妹 姫咲まりあ（3月13日、マルクス兄弟）
- 近親相姦 2 妹の、娘の胸が大きいので…（4月12日、隼エージェンシー）他出演:香月藍、赤西涼、福沢あや、橘ひな
- 変態教祖様と11人の巨乳信者達（4月15日、トップワン）共演:蜜井とわ、はるか悠、桜井エミリ、葉月奈穂、岬れん、浅岡沙希、石原あすか、瀬咲ひとみ、南野らん、来栖ミカ
- ぶっかけのある○学生姉妹の日常 ～ぶっかけたい年頃～（4月17日、SODクリエイト）他出演:森野ひな
- 無許可生中出し 号泣脱水アクメ まりあ（4月20日、SODクリエイト）共演:南野らん
- ヌルヌル巨乳競泳水着ローションMAX（4月25日、TMA）他出演:小坂めぐる、紅りんご、宮崎あい
- 公共の営業中サウナに全裸の女優を放り込め!! 3（4月25日、ブリット）他出演:皆川愛梨、琴野まゆか、内田さくら、黒田もね、相葉かすみ、白崎せら
- コスかの VOL.12 コスプレ彼女…姫咲まりあ（4月26日、ユープランニング）
- Big Boin Style 2（5月10日、隼エージェンシー）他出演:赤西涼、石黒沙良、福沢あや、若槻ななみ、橘ひな
- CHARISMA☆MODEL 姫咲まりあ（5月19日、kira☆kira）
- 女子校生レイプ中出し 4（5月19日、ミスター・インパクト）他出演:愛菜りな、桜井春、若槻ななみ、橘ひな
- 完全ノーモザイク主義 9（8月15日、未来 フューチャー）
- 巨乳女子校生6（8月22日、メディアステーション）他出演:夏川亜咲、長谷川ミュウなど
- PLAY GIRL（10月17日、レアル・ワークス）他出演:美花ぬりぇ、南まりん、Marie
- しばられたい わたし、ただのオモチャで、いいんです。 まりあ（11月15日、ドリームチケット）
- 日本の働くお姉さん 02（12月19日、レアル・ワークス）他出演:麗花、南まりん、檀杏奈

2009年
- 日常生活のおっぱい接触（2月6日、OFFICE K'S）他出演:はるか悠、早崎れおん、藤沢ローラ